# Goldnackenweber
Der Goldnackenweber (Ploceus aureonucha) zählt innerhalb der Familie der Webervögel (Ploceidae) zur Gattung der Ammerweber (Ploceus).
Der lateinische Artzusatz kommt von lateinisch aureus ‚goldfarben‘ und lateinisch nuchus ‚Nacken‘.
Der Vogel kommt im Nordosten der Demokratischen Republik Kongo und angrenzend in Uganda im Semliki-Nationalpark vor.
Das Verbreitungsgebiet umfasst tropischen oder subtropischen feuchten Tiefwald, Waldränder und hohe Bäume im Sekundärwald.

## Merkmale
Die Art ist 12 cm groß  Das Männchen ist schwarz auf Stirn und Stirn, orangebraun auf dem Nacken, hat einen goldgelben Kragen mit einer gelben Rückenlinie. Die Oberseite einschließlich Flügeldecken und Schwanzoberseite ist schwarz, die Schwanzunterseite weiß, was ihn vom ansonsten ähnlich gefiederten Dreifarbenweber (Ploceus tricolor) unterscheidet. Die Brust ist dunkelbraun. Die Iris ist dunkel, während sie beim Gelbfußweber (Ploceus flavipes) und Mohrenweber (Ploceus nigerrimus) hell ist.
Das Weibchen ist auf der Oberseite schwarz, hat einen rotbraunen Scheitel, blassgelben Kragen, die Unterseite geht von kohlschwarz an der Kehle über in weißlich an den Unterschwanzfedern. Bei Jungvögeln ist der Scheitel leicht bräunlich, der Kragen fehlt.
Einige Autoren sind der Ansicht, es könnte sich um Hybride beispielsweise zwischen Mohrenweber (Ploceus nigerrimus) und Dreifarbenweber (Ploceus tricolor) handeln.
Die Art ist monotypisch.

## Stimme
Der Gesang des Männchens wird als zartes Schnattern beschrieben.

## Lebensweise
Die Nahrung besteht hauptsächlich aus Insekten und Früchten, die in Baumwipfeln gesucht werden.
Die Brutzeit liegt wohl zwischen September und Juni.

## Gefährdungssituation
Der Bestand gilt als stark gefährdet (endangered).
Er ist bedroht durch Habitatverlust.